# 牧原功
牧原 功（まきはら つとむ、1963年 - ）は、日本の言語学者。専門は、言語学・日本語学・日本語教育学。群馬大学グローバルイニシアチブセンター准教授。

## 略歴
筑波大学大学院博士課程文芸・言語研究科応用言語学コース単位取得退学。国立台湾大学文学院専任講師、東海大学文学部専任講師を経て、群馬大学国際教育・研究センター准教授。光村図書出版および中国人民教育出版社編集の日本語教材『標準日本語』の編集委員。

## 主な著作
- 『コミュニケーションと配慮表現』（共著者：山岡政紀・小野正樹、明治書院、2010）[2]
- 『新版　日本語語用論入門　コミュニケーション理論から見た日本語』（共著者：山岡政紀・小野正樹、明治書院、2018）[3]
- 『日本語配慮表現の原理と諸相』（編者：山岡政紀、くろしお出版、2019）[4]
- 『世界の配慮表現』（編者：山岡政紀・西田光一・李奇楠、ひつじ書房、2025）[5]等がある。Marquis Who's Who in the Worldに掲載。